# Borutto
Borutto (in croato Borut) è una frazione del comune croato di Cerreto.

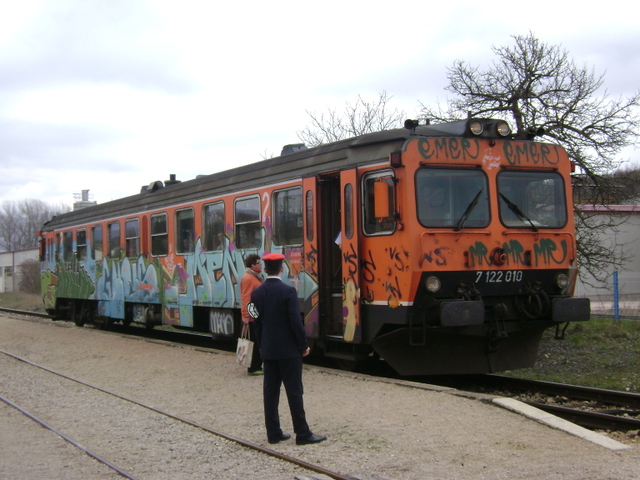
Stazione ferroviaria Borutto

## Luoghi d'interesse
Adagiata sulla dolce collina di Borutto è la Chiesa romanica di San Michele edificata nel XIII secolo e allargata nel 1787, che presenta una struttura a navata unica. A poca distanza dalla stazione ferroviaria di Boruto si trova la Chiesa dello Spirito Santo, ricostruita nel 1560 da Vid Vitulic, come testimonia un'iscrizione glagolitica incastonata sulla facciata principale, al di sopra del portale: in questa il Vitulic lasciò il testamento ai suoi eredi per la cura della chiesa.